# رفلکس کوشینگ

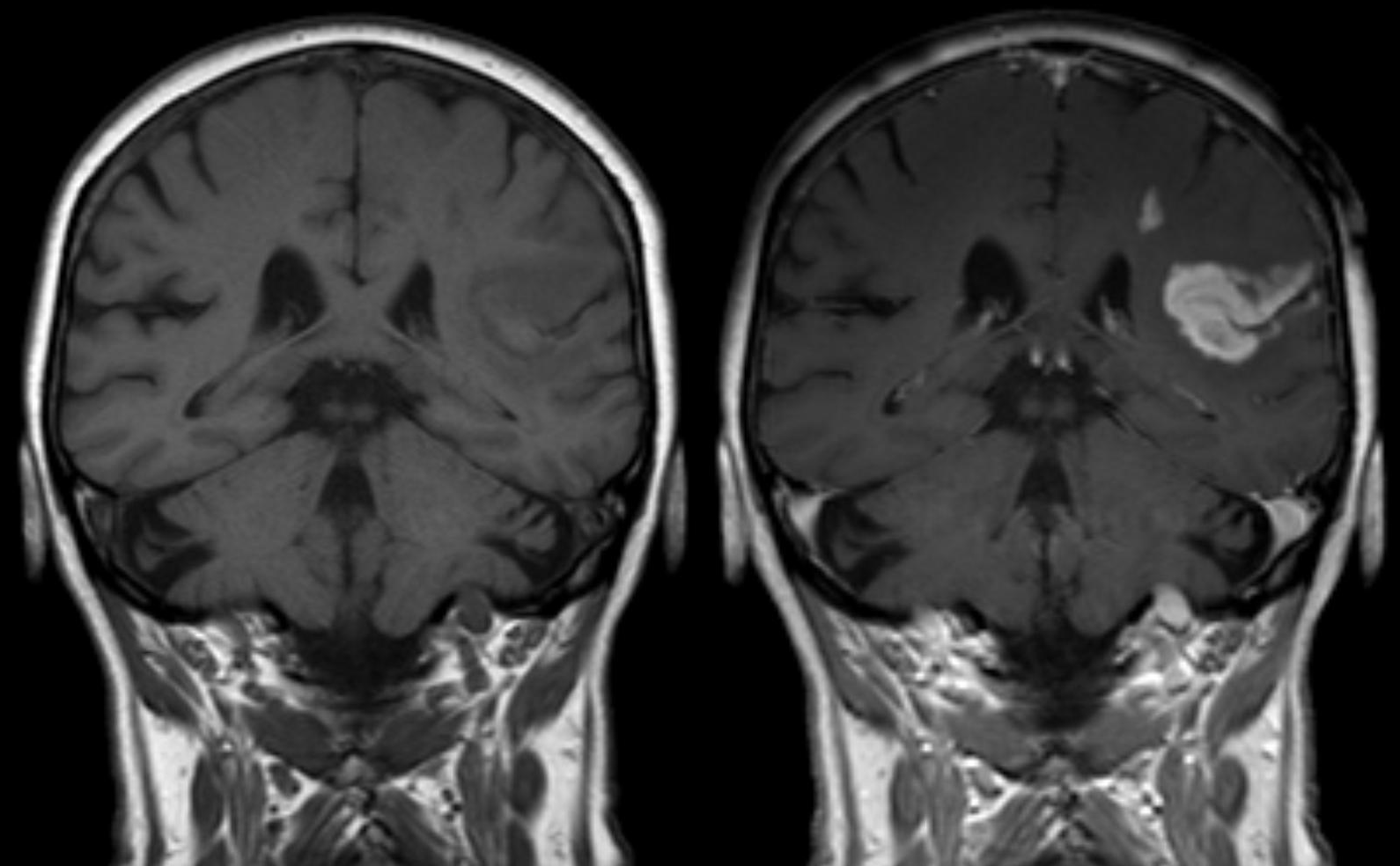
نقص سد خونی-مغزی پس از سکته مغزی در تصاویر ام‌آرآی-تی۱ نشان داده شده است. تصویر سمت چپ بدون مادهٔ حاجب، تصویر راست با تجویز ماده حاجب که شواهدی از ایسکمی مغزی را نشان می‌دهد.

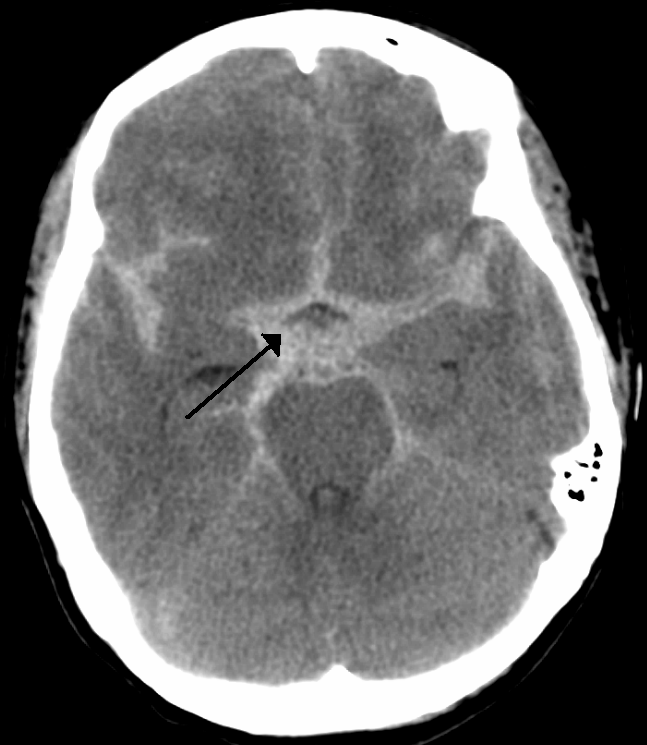
تصویری از خونریزی زیر عنکبوتیه با سی‌تی اسکن. (با پیکان نشان داده شده). این نوع خونریزی ممکن است منجر به آسیب به ساقه مغز شود که می‌تواند نشانه‌های رفلکس کوشینگ را آغاز یا بدتر کند.

رفلکس کوشینگ (انگلیسی: Cushing reflex) که همچنین به نام‌های دیگری همچون پاسخ وازوپرسور، اثر کوشینگ، واکنش کوشینگ، پدیدهٔ کوشینگ، پاسخ کوشینگ یا قانون کوشینگ نیز شناخته می‌شود، پاسخ فیزیولوژیک دستگاه عصبی به افزایش فشار درون‌جمجمه‌ای (ICP) است که منجر به ایجاد نشانه‌های «سه‌گانهٔ کوشینگ» می‌شود: افزایش فشار خون، تنفس نامنظم و افت ضربان قلب. این پدیده معمولاً در مراحل پایانی ترومای حاد سر دیده می‌شود و ممکن است نشان دهنده فتق مغزی قریب‌الوقوع باشد. این رفلکس همچنین پس از تجویز وریدی اپی‌نفرین و داروهای مشابه نیز قابل مشاهده است.  رفلکس کوشینگ و نشانه‌های سه‌گانه آن را نخستین بار جراح مغز و اعصاب نامدار آمریکایی هاروی ویلیام کوشینگ در سال ۱۹۰۱ به تفصیل شرح داده شد.
رفلکس کوشینگ به‌طور کلاسیک به صورت افزایش فشار خون سیستولیک و فشار نبض، کاهش ضربان قلب (که در پزشکی بدان برادی‌کاردی می‌گویند) و تنفس نامنظم تظاهر می‌یابد. علت بروز این رفلکس افزایش فشار درون‌جمجمه‌ای است. این نشانه‌ها ممکن است دلیلی بر جریان ناکافی خون به مغز (اصطلاحا ایسکمی مغزی) و همچنین فشرده شدن شریانچه‌های کوچک مغز باشد. در پاسخ به افزایش فشار درون‌جمجمه‌ای (ICP)، نظم و سرعت چرخه‌های تنفسی تغییر می‌کنند. الگوهای مختلف تنفس نشان دهنده محل متفاوت و خاصی از مغز است که در آن آسیب رخ داده است. افزایش تهویه تنفسی خود را به صورت افزایش سرعت (و نه عمق تهویه) نشان می‌دهد؛ بنابراین رفلکس کوشینگ اغلب با تنفس آهسته و نامنظم همراه است.

## سه‌گانهٔ کوشینگ
اصطلاح سه‌گانۀ کوشینگ هنگامی به‌کار می‌رود که همه سه نشانۀ زیر با هم دیده شوند:
- تنفس‌های نامنظم و کاهش‌یافته (ناشی از اختلال در عملکرد ساقه مغز)
- کاهش ضربان قلب (برادی‌کاردی)
- افزایش فشار سیستولی خون (افزایش فشار نبض)[۱۰]